# Complexe lagunaire de Lapalme
Complexe lagunaire de Lapalme este o arie protejată (sit de importanță comunitară — SCI) din Franța întinsă pe o suprafață de 1.856 ha, integral pe uscat.

## Localizare
Centrul sitului Complexe lagunaire de Lapalme este situat la coordonatele 42°58′11″N 3°01′36″E / 42.96972°N 3.02667°E.

## Înființare
Situl Complexe lagunaire de Lapalme a fost declarat arie specială de conservare în baza directivei 92/43 din 1992 referitoare la conservarea habitatelor naturale și a faunei și florei sălbatice pentru a proteja 5 specii de animale.

## Biodiversitate
Situată în ecoregiunea mediteraneană, aria protejată conține 13 habitate naturale: Dune mobile de-a lungul țărmului cu Ammophila arenaria („dune albe”), Dune de pe litoral fixate cu Crucianellion maritimae, Ape puternic oligomezotrofe cu vegetație bentonică cu Chara spp., Pseudostepă cu ierburi și specii anuale de Thero-Brachypodietea, Galerii și tufărișuri riverane sudice (Nerio-Tamaricetea și Securinegion tinctoriae), Lagune de coastă, Stepe sărăturate mediteraneene (Limonietalia), Dune mobile cu vegetație embrionară, Tufărișuri halofile mediteraneene și termo-atlantice (Sarcocornetea fruticosi), Dune cu vegetație ierboasă Malcolmietalia, Salicornia și alte specii anuale care populează regiunile mlăștinoase și nisipoase, Vegetație anuală la limita mareei, Pășuni mediteraneene udate de apa mării (Juncetalia maritimi).
La baza desemnării sitului se află mai multe specii protejate de  mamifere (5): liliac cu aripi lungi (Miniopterus schreibersii), liliac cu urechi de șoarece (Myotis blythii), liliac cărămiziu (Myotis emarginatus), liliacul mare cu potcoavă (Rhinolophus ferrumequinum), liliacul mic cu potcoavă (Rhinolophus hipposideros).
Pe lângă speciile protejate, pe teritoriul sitului au mai fost identificate 8 specii de plante, 1 specie de păsări.